# بنك غارانتي رومانيا
 بنك غارانتي رومانيا هو بنك بدأ العمل في رومانيا عام 1998. في عام 2009، أرتفعت أصول البنك إلى 830 مليون يورو من 450 مليون يورو مقارنة بعام 2008.

## وصلات خارجية
- www.garantibank.ro - الموقع الرسمي